# Gsenget
Gsenget ist ein Gemeindeteil der Gemeinde Neureichenau im niederbayerischen Landkreis Freyung-Grafenau. Bis zum 31. Dezember 1970 bildete es eine selbstständige Gemeinde.

## Lage
Gsenget liegt im Bayerischen Wald etwa drei Kilometer südlich von Neureichenau an der Staatsstraße 2130.

## Geschichte
Der Ort wird als „Gsengert“ 1648 im Kirchenbuch der Pfarrei Waldkirchen erwähnt und gehörte bis zu dessen Auflösung im Jahre 1803 zum Hochstift Passau. Er kam nach der kurzen Zugehörigkeit zum Kurfürstentum Salzburg dann zum 1806 eingerichteten Landgericht Wegscheid und damit zu Bayern. Er bestand im Jahr 1809 aus 23 Anwesen. Mit der Bildung der Gemeinden im Jahre 1818 auf Grund des zweiten bayerischen Gemeindeedikts vom 17. Mai 1818 wurde die Gemeinde Gsenget gebildet. Sie umfasste die Orte Gsenget, Kernberg, Kleingsenget, Meisterinwaid (nur von 1818 bis 1839) und Meisteröden. Mit der Trennung von Justiz und Verwaltung im Jahr 1862 kam die Gemeinde zum Bezirksamt Wolfstein und zu dem im selben Jahr errichteten Landgericht Waldkirchen. Am 31. Dezember 1970 gab die Gemeinde ihre Selbständigkeit auf und entschloss sich zur Eingliederung in die Gemeinde Neureichenau.